# Route nationale 14a
La route nationale 14A, ou RN 14A, était une route nationale française reliant la place du Général-Leclerc (quartier du Barrage) à Saint-Denis au carrefour des Mobiles à Épinay-sur-Seine. À la suite de la réforme de la numérotation des routes nationales, elle a été renumérotée RN 214. Le décret du 5 décembre 2005 prévoit son transfert au département de la Seine-Saint-Denis.